# 20573 Garynadler
A 20573 Garynadler (ideiglenes jelöléssel 1999 RW137) a Naprendszer kisbolygóövében található aszteroida. A LINEAR projekt keretében fedezték fel 1999. szeptember 9-én.